# Rhetenor
Rhetenor Simon, 1902 è un genere di ragni appartenente alla famiglia Salticidae.

## Etimologia
Il nome del genere deriva da Rhetenor, personaggio letterario (uno degli amici di Diomede) de Le metamorfosi del poeta latino Ovidio.

## Distribuzione
Le due specie oggi note di questo genere sono diffuse una negli USA e l'altra nel Brasile.

## Tassonomia
A maggio 2010, si compone di due specie:
- Rhetenor diversipes Simon, 1902[3] — Brasile
- Rhetenor texanus Gertsch, 1936 — USA